# Ruch Stu
De Beweging van de Honderd (Pools: Ruch Stu) was een Poolse centrumrechtse partij in de jaren 1995-2001. De partij had een gematigd conservatief-liberaal programma en was onder meer voorstander van snelle toetreding van Polen tot de Europese Unie. Het was een van de voorlopers van het latere Burgerplatform.

## Geschiedenis
Op 9 april 1995, in de aanloop naar de presidentsverkiezingen, richtte een groep politici, wetenschappers en anderen die de kandidatuur van Lech Wałęsa ondersteunden, het "Comité van de Honderd" op. Naar hun overtuiging ontbrak het in Polen aan een sterke partij die aan de behoefte van het centrumrechts georiënteerde electoraat voldeed. Als bewijs van deze behoefte zouden er binnen honderd dagen minstens honderd plaatselijke comités moeten ontstaan. Dit lukte en tijdens een congres op 21 en 22 oktober van dat jaar werd de partij Ruch Stu opgericht. Voorzitter werd de oud-dissident en publicist Czesław Bielecki; oud-minister van Financiën en later Buitenlandse Zaken Andrzej Olechowski werd voorzitter van de Politieke Raad. Zelf positioneerde de partij zich tussen de centristische Vrijheidsunie (UW) en de nationaal-conservatieve Christelijk-Nationale Unie (ZChN).
De Ruch Stu was medeoprichter van de rechtse coalitie Verkiezingsactie Solidariteit (AWS). Na de verkiezingen van 1997 had de partij binnen de AWS-fractie vier zetels in de Sejm en twee in de Senaat. Ook was de partij met twee ministers vertegenwoordigd in de regering van Jerzy Buzek. Minister van Gezondheid Franciszka Cegielska was tot haar overlijden in 2000 tevens partijvoorzitter. 
Desondanks heeft de Ruch Stu in de Poolse politiek nooit een significante rol kunnen spelen, wat mede te wijten was aan de oprichting van de Conservatieve Volkspartij (SKL) in 1997. In dat jaar verliet Olechowski de partij, omdat de Ruch Stu weigerde in deze nieuwe partij op te gaan. Ook anderen zouden naar de SKL en de binnen de AWS opererende partij RS AWS overstappen. De restanten van de partij, die al op 15 maart 1999 uit het kiesregister werd geschrapt, sloten zich in 2001 aan bij de christendemocratische PPChD.